# Butanon
Butanon (häufig auch Methylethylketon, abgekürzt MEK) ist neben Aceton eines der wichtigsten industriell genutzten Ketone. Es ist eine farblose, niedrig viskose Flüssigkeit mit charakteristischem Geruch und wird vor allem als Lösungsmittel eingesetzt. 

## Vorkommen

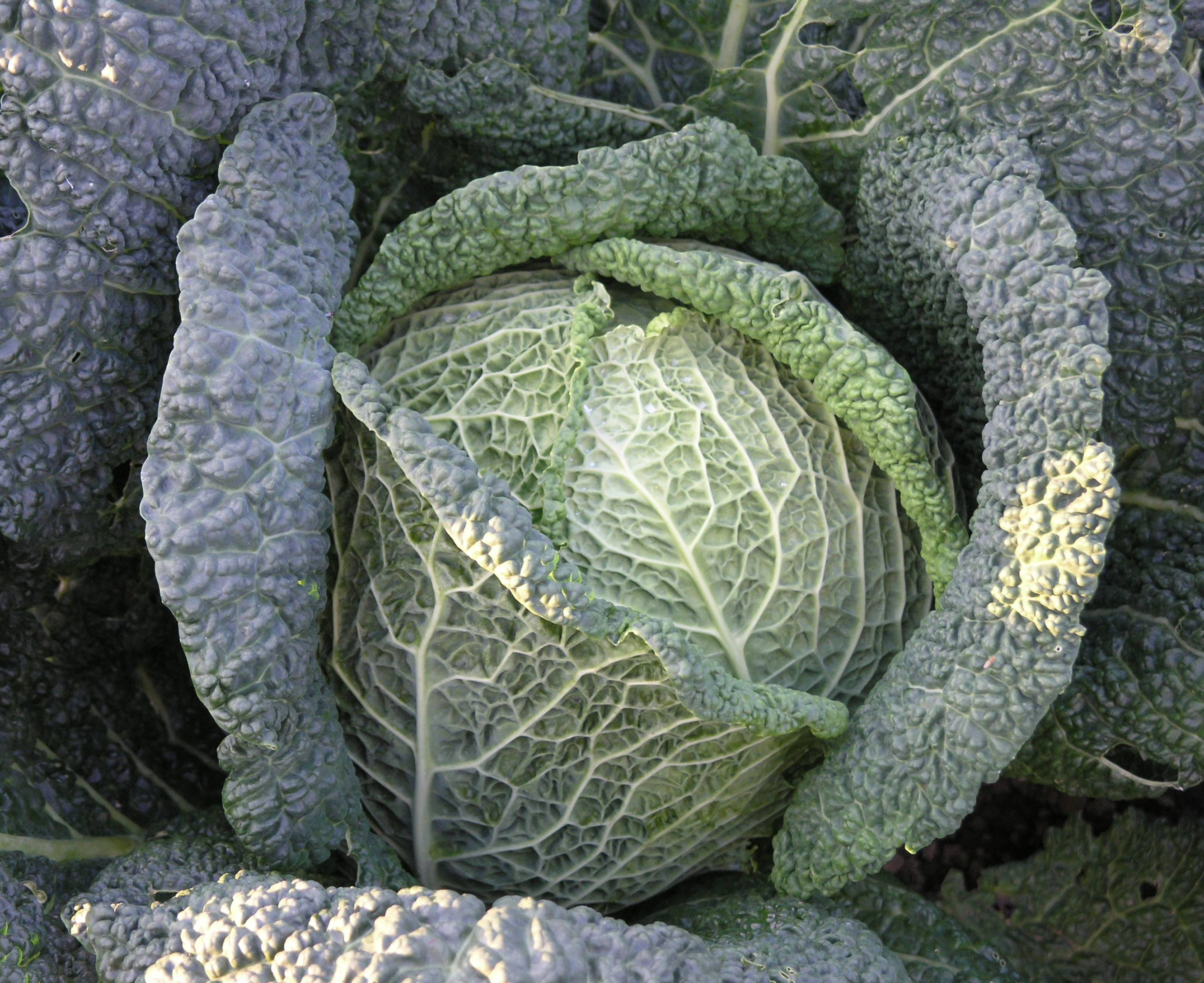
Wirsing enthält 2-Butanon

2-Butanon kommt natürlich in Bananen, Wirsing, Spanischem Pfeffer, Tomaten, Myrte, Trauben-Katzenminze und Schwarzen Johannisbeeren vor.

## Gewinnung und Darstellung
Butanon wird technisch durch Dehydrierung von 2-Butanol in der Gasphase bei Temperaturen von 400–500 °C unter Normaldruck in Gegenwart von Zink- oder Kupferoxid-Katalysatoren hergestellt.
Man arbeitet in der Gasphase und verwendet Rohrbündelreaktoren für die Dehydrierung.
Daneben existiert auch noch ein Verfahren in der Flüssigphase, bei dem man die Dehydrierung bereits bei Temperaturen um 150 °C an Raney-Nickel-Katalysatoren durchführt.
Eine biotechnologische Herstellung aus Butan-2,3-diol basiert auf nachwachsenden Rohstoffen.
Im Jahr 2011 wurden weltweit etwa 1,05 Millionen Tonnen verwendet.

## Eigenschaften

### Physikalische Eigenschaften
Butanon ist eine farblose, niedrigviskose  Flüssigkeit mit typisch ketonartigem Geruch, der dem von Aceton sehr ähnlich ist. Die Verbindung siedet unter Normaldruck bei 79,6 °C. Die Dampfdruckfunktion ergibt sich nach Antoine entsprechend log10(P) = A−(B/(T+C)) (P in bar, T in K) mit A = 3,9894, B = 1150,207 und C = −63,904. Die Verbindung bildet mit einer Reihe von Lösungsmitteln azeotrop siedende Gemische. Die azeotropen Zusammensetzungen und Siedepunkte finden sich in der folgenden Tabelle. Keine Azeotrope werden mit Toluol, m-Xylol, Ethylbenzol, 1-Propanol, 1-Butanol, 2-Methyl-1-propanol, 2-Butanol, Allylalkohol, Aceton, 1,4-Dioxan, Essigsäuremethylester, Essigsäureisopropylester, Essigsäurebutylester, Ameisensäure und Essigsäure gebildet.
| Azeotrope mit verschiedenen Lösungsmitteln |            |          |         |            |              |             |                 |                       |                  |
| Lösungsmittel                              |            | Wasser   | n-Hexan | n-Heptan   | Cyclohexan   | Benzol      | Chloroform      | Tetrachlorkohlenstoff |                  |
| Gehalt Butanon                             | in % (m/m) | 88,7     | 29,5    | 71,3       | 44,1         | 44,3        | 83              | 29                    |                  |
| Siedepunkt                                 | in °C      | 73,4     | 64,3    | 77,0       | 71,8         | 78,4        | 80              | 74                    |                  |
|                                            |            |          |         |            |              |             |                 |                       |                  |
| Lösungsmittel                              |            | Methanol | Ethanol | 2-Propanol | tert-Butanol | Ethylacetat | Methylpropionat | Diisopropylether      | Di-n-propylether |
| Gehalt Butanon                             | in % (m/m) | 32,8     | 60,9    | 70,4       | 69,0         | 18,0        | 60,0            | 16,2                  | 74,6             |
| Siedepunkt                                 | in °C      | 63,9     | 74,0    | 77,5       | 78,7         | 77,0        | 79,0            | 66,8                  | 78,3             |

Die Mischbarkeit mit Wasser ist begrenzt. Mit steigender Temperatur sinkt die Löslichkeit von Butanon in Wasser bzw. steigt die Löslichkeit von Wasser in Butanon.
| Löslichkeiten zwischen Butanon und Wasser |            |      |      |      |      |      |      |      |      |
| Temperatur                                | °C         | 0    | 9,6  | 19,3 | 29,7 | 39,6 | 49,7 | 60,6 | 70,2 |
| Butanon in Wasser                         | in % (m/m) | 35,7 | 31,0 | 27,6 | 24,5 | 22,0 | 20,6 | 18,0 | 18,2 |
| Wasser in Butanon                         | in % (m/m) | 10,9 | 11,1 | 11,2 | 11,3 | 11,7 | 11,9 | 13,4 | 13,7 |

Wichtige thermodynamische Größen werden in der folgenden Tabelle gegeben:
| Eigenschaft               | Typ                | Wert [Einheit]                                     | Bemerkungen                |
| ------------------------- | ------------------ | -------------------------------------------------- | -------------------------- |
| Standardbildungsenthalpie | ΔfH0liquid ΔfH0gas | −273,3 kJ·mol−1 −238,1 kJ·mol−1                    | als Flüssigkeit als Gas    |
| Verbrennungsenthalpie     | ΔcH0liquid         | −2444,2 kJ·mol−1                                   | als Flüssigkeit            |
| Wärmekapazität            | cp                 | 158,91 J·mol−1·K−1 (25 °C) 2,204 J·g−1·K−1 (25 °C) | als Flüssigkeit            |
| Kritische Temperatur      | Tc                 | 535,7 K                                            |                            |
| Kritischer Druck          | pc                 | 41,5 bar                                           |                            |
| Kritische Dichte          | ρc                 | 3,74 mol·l−1                                       |                            |
| Schmelzenthalpie          | ΔfH                | 8,439 kJ·mol−1                                     | beim Schmelzpunkt          |
| Verdampfungsenthalpie     | ΔVH                | 31,3 kJ·mol−1                                      | beim Normaldrucksiedepunkt |

Die Temperaturabhängigkeit der Verdampfungsenthalpie lässt sich entsprechend der Gleichung ΔVH0=A·e(−βTr)(1−Tr)β (ΔVH0 in kJ/mol, Tr =(T/Tc) reduzierte Temperatur) mit A = 51,87 kJ/mol, β = 0,2925 und Tc = 536,8 K im Temperaturbereich zwischen 298 K und 371 K beschreiben.

### Chemische Eigenschaften
Butanon ist bei Raumtemperatur und in Abwesenheit von Luftsauerstoff stabil. In Gegenwart von Luftsauerstoff können bei längerer Lagerung Peroxide gebildet werden. Die gezielte Oxidation mit Luftsauerstoff mittels Katalysatoren führt zum Diacetyl. Die Reaktion mit Amylnitrit führt zur Oxidation in α-Position zum Monooxim des Diacetyls.
 Die Umsetzung mit Wasserstoffperoxid ergibt das Methylethylketonperoxid, das als Polymerisationsinitiator verwendet werden kann. Die Reaktion mit Salpetersäure oder anderen starken Oxidationsmitteln führt zu einem Gemisch aus Ameisensäure und Propionsäure. Die Selbstkondensation führt im basischen bzw. sauren Medium zu unterschiedlichen Reaktionsprodukten. Unter basischer Katalyse reagiert die Carbonylfunktion mit der Methylgruppe, während unter sauren Bedingungen die Methylengruppe α-Position die Carbonylfunktion angreift.
Die Kondensation mit Formaldehyd ergibt das Methylisopropylketon. Butanon bildet mit Cyanwasserstoff sowie mit Natriumhydrogensulfit bzw. Kaliumhydrogensulfit Additionsprodukte. Durch die Umsetzung mit Hydroxylamin erhält man das 2-Butanonoxim. Die Halogenierung erfolgt in α-Position zur Ketogruppe. Mit Grignard-Verbindungen werden tertiäre Alkohole gebildet.

### Sicherheitstechnische Kenngrößen
Butanon bildet leicht entzündliche Dampf-Luft-Gemische. Die Verbindung hat einen Flammpunkt bei −7,5 °C. Der Explosionsbereich liegt zwischen 1,5 Vol.-% (45 g/m3) als untere Explosionsgrenze (UEG) und 12,6 Vol.-% (378 g/m3) als obere Explosionsgrenze (OEG). Mit einer Mindestzündenergie von 0,27 mJ sind Dampf-Luft-Gemische extrem zündfähig.  Der maximale Explosionsdruck beträgt 9,3 bar. Mit steigender Temperatur und reduziertem Ausgangsdruck sinkt der maximale Explosionsdruck. Die Sauerstoffgrenzkonzentration liegt bei 20 °C bei 9,5 Vol.-%. Tendenziell steigt der Wert mit sinkenden Druck bzw. verringert sich mit steigender Temperatur. Die Grenzspaltweite wurde mit 0,85 mm bestimmt. Es resultiert damit eine Zuordnung in die Explosionsgruppe IIB. Die Zündtemperatur beträgt 475 °C. Der Stoff fällt somit in die Temperaturklasse T1. Die elektrische Leitfähigkeit ist mit 3,6·10−7 S·m−1 eher gering.
| Maximaler Explosionsdruck und Sauerstoffgrenzkonzentration unter reduziertem Druck |         |            |      |     |     |     |     |     |      |
| Druck                                                                              | in mbar |            | 1013 | 600 | 400 | 300 | 200 | 150 | 100  |
| Maximaler Explosionsdruck                                                          | in bar  | bei 20 °C  | 9,5  | 5,7 |     | 2,7 | 1,8 | 1,4 | 0,9  |
| Maximaler Explosionsdruck                                                          | in bar  | bei 100 °C | 7,5  | 4,6 | 3,1 |     | 1,5 |     | 0,7  |
| Sauerstoffgrenzkonzentration                                                       | in Vol% | bei 20 °C  | 9,5  | 9,5 | 9,9 |     |     |     |      |
| Sauerstoffgrenzkonzentration                                                       | in Vol% | bei 100 °C | 8,5  | 8,5 | 8,7 |     | 9,1 |     | 12,5 |

## Verwendung
Butanon ist wie Aceton ein gutes Lösungsmittel, in dem eine Vielzahl von Kunststoffen, Harzen und Lacken gelöst werden kann. Daneben wird es auch zur Entparaffinierung von Schmierölen, Entfettung von Metalloberflächen, Extraktion von Fetten und Ölen aus natürlichen Harzen, als künstlicher Aromastoff und zur Sterilisation medizinischer Instrumente verwendet. Durch die Reaktion von Butanon mit Wasserstoffperoxid entsteht Methylethylketonperoxid, ein wichtiger Radikalstarter für die Polymerisation von Polyesterharzen. Seit 1962 wird es in Deutschland wegen des ähnlichen Siedepunktes als Vergällungsmittel für Ethanol verwendet.

## Sicherheitshinweise/Toxikologie
Butanon wurde 2017 von der EU gemäß der Verordnung (EG) Nr. 1907/2006 (REACH) im Rahmen der Stoffbewertung in den fortlaufenden Aktionsplan der Gemeinschaft (CoRAP) aufgenommen. Hierbei werden die Auswirkungen des Stoffs auf die menschliche Gesundheit bzw. die Umwelt neu bewertet und ggf. Folgemaßnahmen eingeleitet. Ursächlich für die Aufnahme von Butanon waren die Besorgnisse bezüglich Verbraucherverwendung, Umweltexposition, Exposition von Arbeitnehmern, hoher (aggregierter) Tonnage, hohes Risikoverhältnis (Risk Characterisation Ratio, RCR) und weit verbreiteter Verwendung sowie der möglichen Gefahr durch reproduktionstoxische Eigenschaften sowie als potentieller endokriner Disruptor. Die Neubewertung läuft seit 2018 und wird von Schweden durchgeführt. Um zu einer abschließenden Bewertung gelangen zu können, wurden weitere Informationen nachgefordert.